# روزانا روچی
روزانا روچی (ایتالیایی: Rosanna Rocci؛ زادهٔ ۲۸ اکتبر ۱۹۶۸) خواننده اشلاگر ایتالیایی‌تبار اهل سوئیس است.

## زندگی و حرفه
روزانا روچی در سوئیس به دنیا آمد و در چهار سالگی همراه با خانواده به شهر اجدادی‌اش ابروتزو در ایتالیا نقل مکان کرد. او بقیه دوران کودکی و نوجوانی خود را در ایتالیا گذراند و با کمک پدربزرگش وینچنزو نواختن آکاردئون را فرا گرفت. استعداد خوانندگی او توسط خواننده و آهنگساز آلمانی هانه هاله در طی یک رویداد موسیقی در آلمان غربی کشف شد. روزانا در سال ۱۹۸۶ چند تک آهنگ ضبط کرد و از آن طریق خیلی زود در ایتالیا و آلمان به موفقیت دست یافت. 
آثار روزانا روچی شامل آهنگ‌هایی به زبان‌های ایتالیایی، آلمانی، اسپانیایی و انگلیسی است، اما در تعداد زیادی از آهنگها، ترانه از زبانی به زبان دیگر تغییر می‌کند. او با وجود اینکه به‌عنوان یک هنرمند پاپ شناخته می‌شود، ژانرهای مختلفی از اشلاگر تا رقص الکترونیک را تجربه کرده است.
او در سال ۱۹۹۷ با همکار آلمانی خود مایکل مورگان ازدواج کرد و با او چند آهنگ دو نفره اجرا کرد. پسرش لوکا نیز یک خواننده است. روچی هم‌اکنون در شهر کلن آلمان زندگی می‌کند.